# Список наград и номинаций Зико
Список наград и номинаций южнокорейского рэпера и продюсера Зико состоит из 22 наград и 60 номинаций, а также 13 побед на музыкальных шоу (Inkigayo, Music Bank, Show! Music Core).
В 2011 году Зико вошел в историю HipHopPlaya Awards (музыкальная премия, ориентированная на хип-хоп и R&B) как первый айдол, который был номинирован на эту премию («Featuring of the Year»). Через год на этой же премии Зико выиграл свою первую награду «Микстейп года».
В 2016 и 2017 годах на Mnet Asian Music Awards получил награду «Лучшего мужского артиста». За песню «I am You, You are Me» Зико выиграл два Бонсана (вторая по значимости награда) на крупнейших премиях Golden Disk Awards и Seoul Music Awards.
Свою первую победу на музыкальном шоу Зико одержал в ноябре 2015 года с синглом «Boys and Girls». Наибольшее количество побед принадлежит песне «Any Song» (2020).

## Музыкальные премии

### Melon Music Awards
| Церемония | Год  | Категория       | Номинировано           | Результат |
| --------- | ---- | --------------- | ---------------------- | --------- |
| 7-я       | 2015 | Горячий тренд   | «Fear» Мино (с Тэяном) | Номинация |
| 7-я       | 2015 | Награда за OST  | «It Hurts» (с Sojin)   | Номинация |
| 7-я       | 2015 | R&B/Soul        | «Oasis» Краш (и Зико)  | Номинация |
| 8-я       | 2016 | Артист года     | Зико                   | Номинация |
| 8-я       | 2016 | Топ-10 артистов | Зико                   | Победа    |
| 8-я       | 2016 | Горячий тренд   | Зико                   | Победа    |
| 8-я       | 2016 | Рэп/Хип-Хоп     | Зико                   | Победа    |
| 9-я       | 2017 | Топ-10 артистов | Зико                   | Номинация |
| 9-я       | 2017 | Рэп/Хип-Хоп     | «Bermuda Triangle»     | Номинация |
| 9-я       | 2017 | R&B/Soul        | «She’s a Baby»         | Номинация |
| 10-я      | 2018 | R&B/Soul        | «SoulMate»             | Номинация |

### Mnet Asian Music Awards
| Церемония | Год  | Категория                     | Номинировано           | Результат |
| --------- | ---- | ----------------------------- | ---------------------- | --------- |
| 18-я      | 2016 | Лучший мужской артист         | Зико                   | Победа    |
| 18-я      | 2016 | Артист года                   | Зико                   | Номинация |
| 18-я      | 2016 | Лучшее рэп исполнение         | «I Am You, You Are Me» | Номинация |
| 18-я      | 2016 | Песня года                    | «I Am You, You Are Me» | Номинация |
| 19-я      | 2017 | Лучший мужской артист         | Зико                   | Победа    |
| 19-я      | 2017 | Артист года                   | Зико                   | Номинация |
| 19-я      | 2017 | Лучшая Hip Hop & Urban Музыка | «Artist»               | Номинация |
| 19-я      | 2017 | Песня года                    | «Artist»               | Номинация |
| 20-я      | 2018 | Лучший мужской артист         | Зико                   | Номинация |
| 20-я      | 2018 | Артист года                   | Зико                   | Номинация |
| 20-я      | 2018 | Лучшая Hip Hop & Urban Музыка | «SoulMate»             | Победа    |
| 20-я      | 2018 | Песня года                    | «SoulMate»             | Номинация |

### Golden Disk Awards
| Церемония | Год  | Категория         | Номинировано           | Результат |
| --------- | ---- | ----------------- | ---------------------- | --------- |
| 31-я      | 2017 | Цифровой бонсан   | «I Am You, You Are Me» | Победа    |
| 32-я      | 2018 | Цифровой бонсан   | «Artist»               | Номинация |
| 33-я      | 2019 | Цифровой бонсан   | «SoulMate»             | Номинация |
| 34-я      | 2020 | Лучший R&B/HipHop | Зико                   | Победа    |

### Seoul Music Awards
| Церемония | Год  | Категория                 | Номинировано         | Результат | Ссылки |
| --------- | ---- | ------------------------- | -------------------- | --------- | ------ |
| 25-я      | 2016 | Бонсан                    | «Boys and Girls»     | Номинация | [ 1 ]  |
| 25-я      | 2016 | Награда за популярность   | «Boys and Girls»     | Номинация | [ 1 ]  |
| 25-я      | 2016 | Бонсан                    | «It Hurts» (с Sojin) | Номинация | [ 1 ]  |
| 25-я      | 2016 | Награда за популярность   | «It Hurts» (с Sojin) | Номинация | [ 1 ]  |
| 26-я      | 2017 | Бонсан                    | Зико                 | Победа    | [ 2 ]  |
| 27-я      | 2018 | Бонсан                    | Зико                 | Номинация | [ 3 ]  |
| 27-я      | 2018 | Награда за популярность   | Зико                 | Номинация | [ 3 ]  |
| 27-я      | 2018 | Специальная награда Халлю | Зико                 | Номинация | [ 3 ]  |
| 28-я      | 2019 | Бонсан                    | Зико                 | Номинация |        |
| 28-я      | 2019 | Награда за популярность   | Зико                 | Номинация |        |
| 28-я      | 2019 | Специальная награда Халлю | Зико                 | Номинация |        |

### Gaon Chart Music Awards
| Церемония | Год  | Категория             | Номинировано     | Результат |
| --------- | ---- | --------------------- | ---------------- | --------- |
| 5-я       | 2016 | Песня года — Ноябрь   | «Boys and Girls» | Победа    |
| 5-я       | 2016 | Популярный певец года | Зико             | Номинация |
| 7-я       | 2018 | Песня года — Июль     | «Artist»         | Номинация |
| 9-я       | 2019 | Песня года — Июль     | «SoulMate»       | Номинация |

### Asia Artist Awards
| Церемония | Год  | Категория            | Номинировано | Результат |
| --------- | ---- | -------------------- | ------------ | --------- |
| 2-я       | 2017 | Best Star Award      | Зико         | Победа    |
| 3-я       | 2018 | Артист года — Музыка | Зико         | Победа    |
| 3-я       | 2018 | Лучший музыкант      | Зико         | Победа    |
| 4-я       | 2019 | Лучший продюсер      | Зико         | Победа    |
| 4-я       | 2019 | Best Artist — Music  | Зико         | Победа    |

### HipHopPlaya Awards
| Год  | Категория             | Номинировано                                  | Результат | Ссылки |
| ---- | --------------------- | --------------------------------------------- | --------- | ------ |
| 2011 | Featuring of the Year | Зико                                          | Номинация | [ 4 ]  |
| 2012 | Featuring of the Year | Зико                                          | Номинация | [ 5 ]  |
| 2012 | Микстейп года         | Zico on the Block 1.5                         | Победа    | [ 5 ]  |
| 2013 | Коллаборация года     | «Feel So Young (Remix)» (с Ugly Duck & Crush) | Победа    | [ 6 ]  |
| 2015 | Артист года           | Зико                                          | Номинация | [ 7 ]  |
| 2015 | Новичок года          | Зико                                          | Номинация | [ 7 ]  |
| 2015 | Икона моды года       | Зико                                          | Победа    | [ 7 ]  |

### Прочие музыкальные премии
| Год  | Премия                | Категория               | Номинировано                  | Результат |
| ---- | --------------------- | ----------------------- | ----------------------------- | --------- |
| 2015 | Korean Music Awards   | Лучшая R&B & Soul песня | «풀어 (Pour Up)» Дин (и Зико) | Победа    |
| 2017 | Urban Music Awards    | Артист года (Азия)      | Зико                          | Номинация |
| 2018 | Korean Hip Hop Awards | Артист года             | Зико                          | Номинация |

## Другие премии
| Год  | Премия                            | Категория                        | Номинировано           | Результат |
| ---- | --------------------------------- | -------------------------------- | ---------------------- | --------- |
| 2014 | 2014 MBC Entertainment Awards     | Music Talk Show Popularity Award | Зико (с Минхо и Сохён) | Победа    |
| 2014 | KMC Awards 2014                   | Лучшая Рэп Песня                 | «Tough Cookie»         | Победа    |
| 2017 | Korea Music Copyright Association | Artist Award                     | Зико                   | Победа    |

## Музыкальные программы

### Inkigayo
| Год  | Дата       | Песня              |
| ---- | ---------- | ------------------ |
| 2015 | 15 ноября  | «Boys and Girls»   |
| 2016 | 11 декабря | «Bermuda Triangle» |
| 2018 | 12 августа | «SoulMate»         |
| 2020 | 26 января  | «Any Song»         |
| 2020 | 2 февраля  | «Any Song»         |
| 2020 | 9 февраля  | «Any Song»         |

### Music Bank
| Год  | Дата       | Песня      |
| ---- | ---------- | ---------- |
| 2020 | 31 января  | «Any Song» |
| 2020 | 7 февраля  | «Any Song» |
| 2020 | 21 февраля | «Any Song» |

### Show! Music Core
| Год  | Дата       | Песня      |
| ---- | ---------- | ---------- |
| 2020 | 1 февраля  | «Any Song» |
| 2020 | 8 февраля  | «Any Song» |
| 2020 | 15 февраля | «Any Song» |
| 2020 | 22 февраля | «Any Song» |